# Too Young to Fall in Love
«Too Young to Fall in Love» es una canción de la banda americana de heavy metal Mötley Crüe originalmente lanzada en su álbum Shout at the Devil de 1983. Escrita por el bajista Nikki Sixx, «Too Young to Fall in Love» fue lanzada como sencillo en 1984 y llegó al #90 en el Billboard Hot 100 y al #26 en el Mainstream Rock tracks. La canción más tarde aparecería en el videojuego de Rockstar Games, Grand Theft Auto: Vice City.

## Lista de canciones
1. «Too Young To Fall in Love»
2. «Merry-Go-Round»

## Personal
- Vince Neil - Voz
- Mick Mars - Guitarra
- Nikki Sixx - Bajo
- Tommy Lee - Batería